# Глазная тонометрия

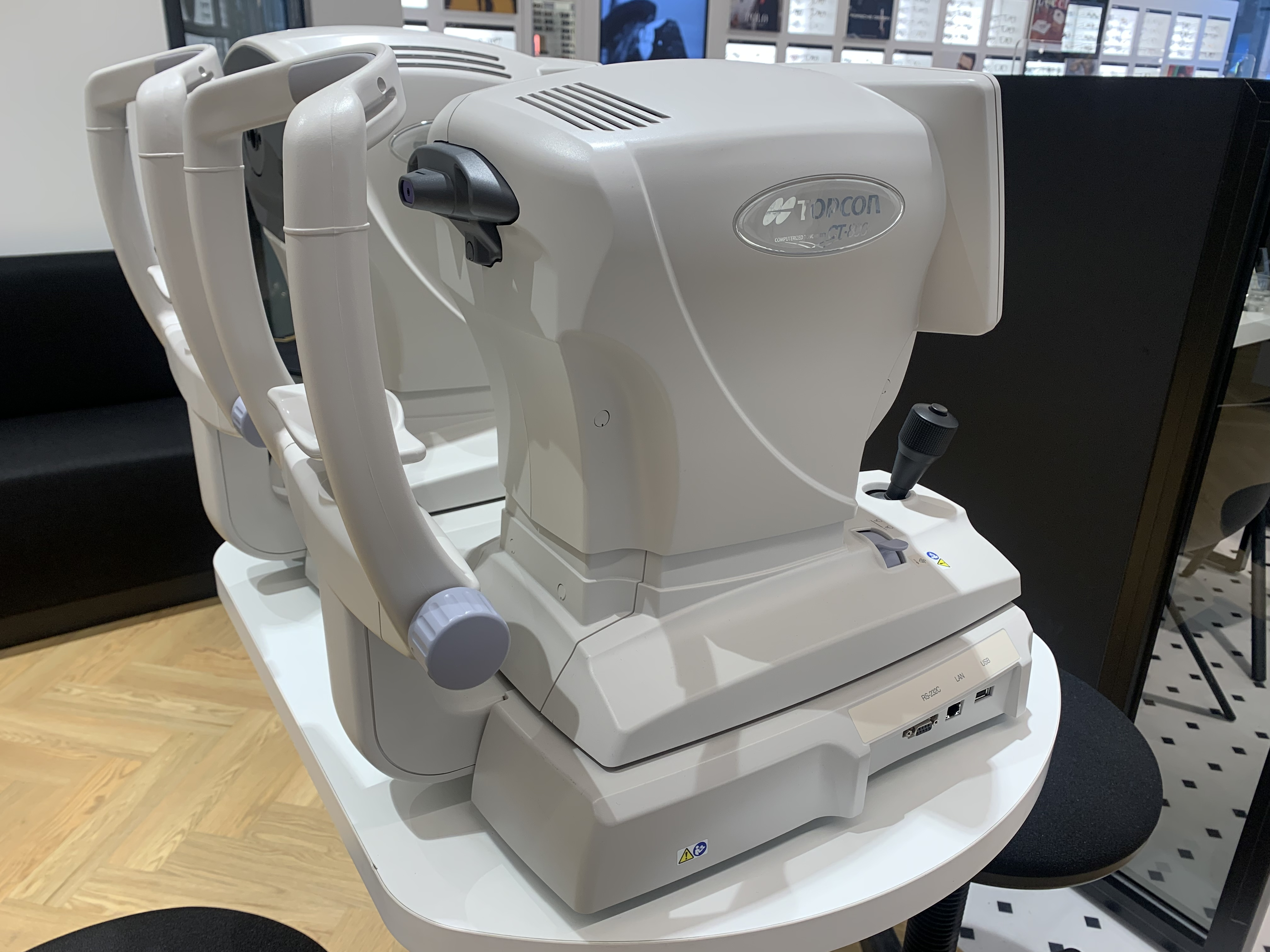
Бесконтактный пневматический офтальмотонометр

Глазная тонометрия (тонометрия глаза, офтальмотонометрия) — медицинская процедура измерения внутриглазного давления (ВГД, офтальмотонус), играющая важную роль в диагностике глаукомы . Величину внутриглазного давления чаще всего измеряют в миллиметрах ртутного столба (мм рт. ст.), иногда в гектапаскалях (гПа).

## Некоторые методы измерения

### Аппланационная контактная тонометрия

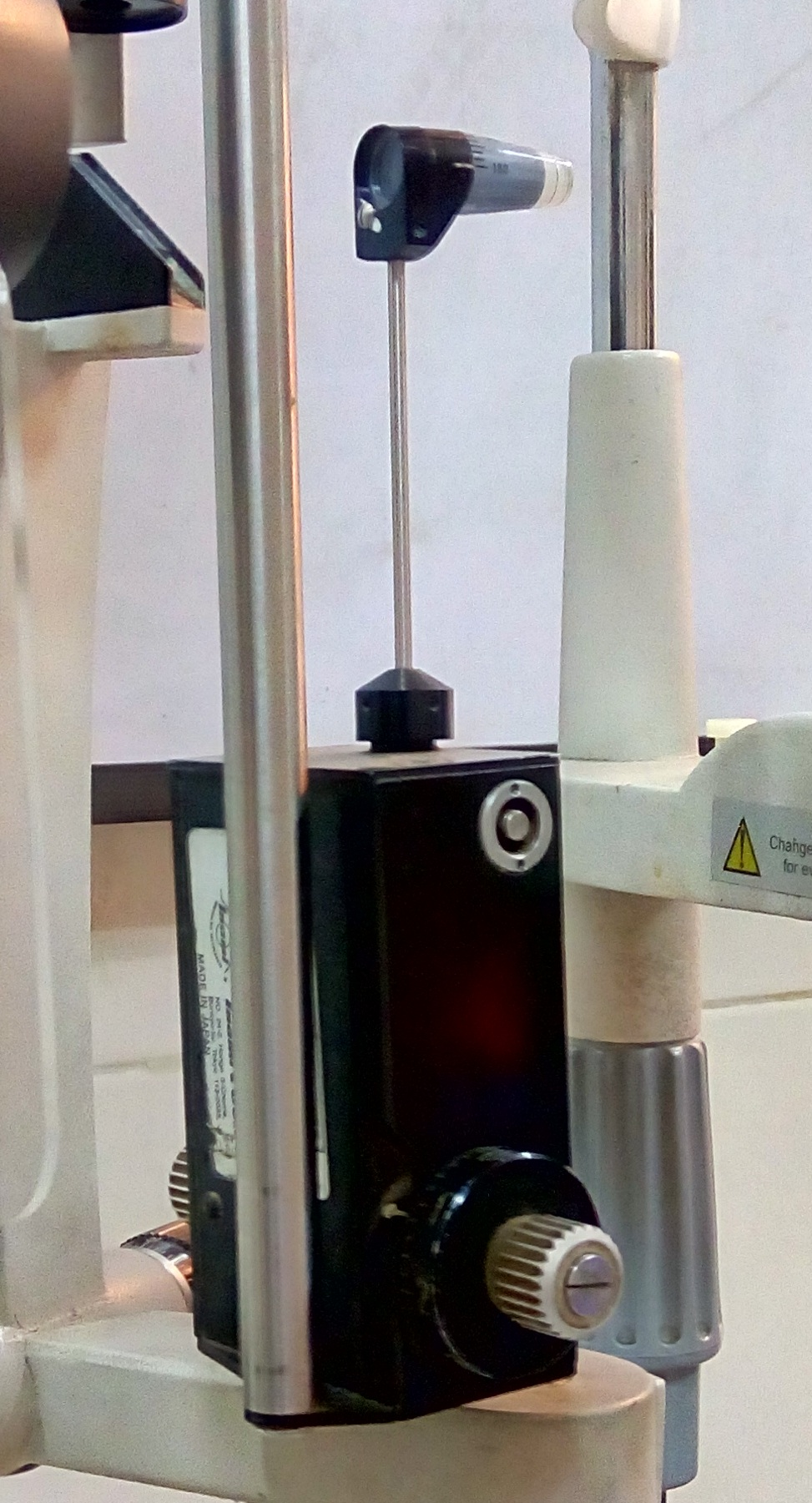
Современный тонометр Гольдмана

В 1884 году А. Н. Маклаковым был создан прибор для контактного измерения внутриглазного давления (аппланационный тонометр Маклакова) . Суть метода состоит в аппланации (сплющивании) роговицы непосредственным давлением плоской пластины с фиксированным грузиком и измерении диаметра отпечатка роговицы на пластине. Развитием метода является эластотонометрия по Филатову, в рамках которой проводят последовательное измерение ВГД по Маклакову с четырьми разными грузами.
Другой аппланационный метод — тонометрия по Гольдману, "золотой стандарт" в офтальмометрии. Метод схож с тонометрией по Маклакову и состоит в измерении усилия, необходимого для формирования отпечатка роговицы заданного диаметра.
Поскольку метод подразумевает непосредственный контакт пластины с роговицей, необходимо применение местной анестезии.

### Динамическая контурная тонометрия

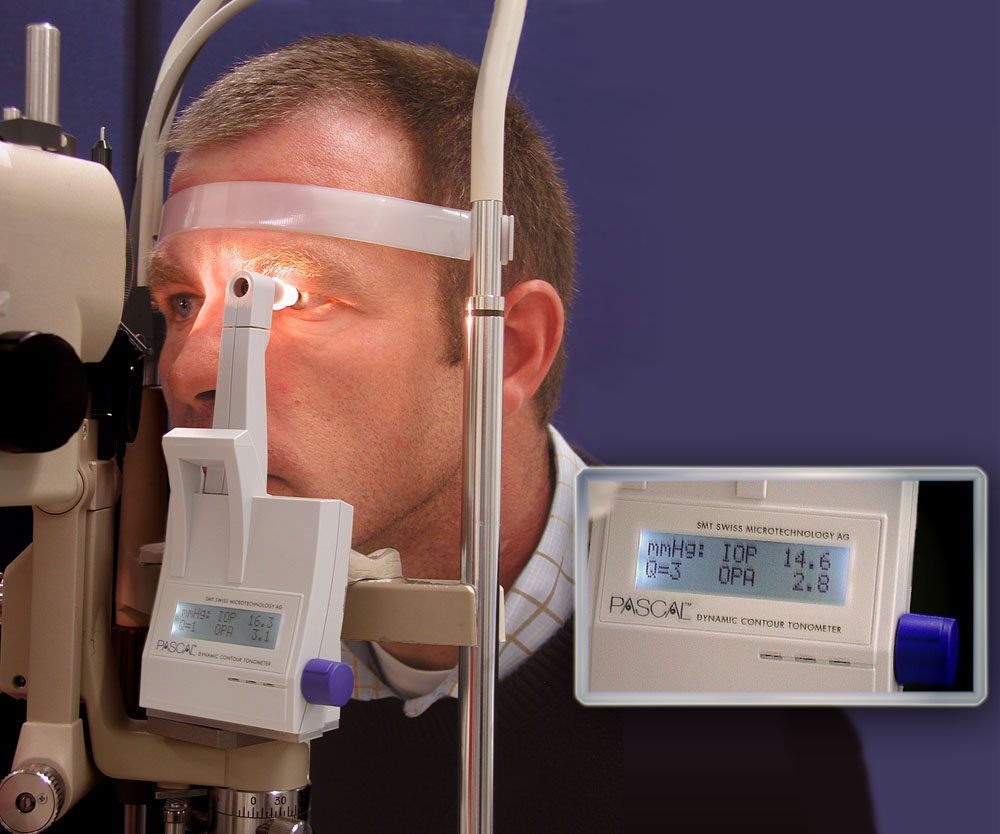
Динамический контурный тонометр PASCAL

Динамическая контурная тонометрия (DCT) — контактный метод, в котором вместо плоской пластины применяется зонд из эластичного материала, повторяющий форму роговицы. Внутри зонда размещён датчик давления, позволяющий производить непосредственное измерение ВГД при минимальном усилии на зонд (1 грамм).
Метод позволяет избежать деформации роговицы во время измерения и уменьшить погрешность, связанную с толщиной и эластичностью роговицы. С другой стороны,  поскольку форма наконечника предназначена для формы нормальной роговицы, результат больше зависит от кривизны роговицы.
Поскольку метод подразумевает непосредственный контакт пластины с роговицей, необходимо применение местной анестезии.

### Пневматическая офтальмотонометрия
Пневматическая тонометрия, или тонометрия воздушной струёй была изобретена Бернардом Грольманом в 1971 году. Это аппланационный метод, применяющий для воздействия на роговицу струю воздуха вместо контактных зондов. Деформация роговицы измеряется с помощью оптических датчиков . Внутриглазное давление автоматизированно вычисляется на основе силы воздушного потока, необходимой для формирования уплощения роговицы заданного диаметра.
Существуют более сложные приборы со схожим принципом действия, анализирующие также и биомеханические свойства роговицы (корнеальный гистерезис, фактор резистентности роговицы), и вычисляющие роговично-компенсированное ВГД .
Исторически пневматические офтальмотонометры считаются неточными, но современные приборы показывают хорошую корреляцию с контактными методами.
Поскольку метод не подразумевает непосредственный контакт зонда с роговицей, для него не требуется анестезия.

### Транспальпебральная тонометрия
Транспальпебральная тонометрия — контактный метод, при котором воздействие на глазное яблоко осуществляется через верхнее веко. Величина ВГД обычно оценивается автоматизированно на основе отскока лёгкого штока.
Поскольку метод не подразумевает непосредственный контакт зонда с роговицей, для него не требуется анестезия. Также этот метод может применяться для самостоятельного контроля ВГД пациентом.

### Другие методы
Пальпация
Пальпация (пальцевая тонометрия) — контактный метод грубой оценки внутриглазного давления врачом, при котором воздействие на глазное яблоко осуществляется через верхнее веко легким нажатием указательного пальца против. Этот способ, как известно, ненадежен .
Оптическая когерентная томография
Бесконтактная тонометрия с использованием оптической когерентной томографии (ОКТ) находится в стадии разработки. Как и многие другие формы тонометрии, эта методика опирается на силу, приложенную к роговице и одновременного измерения глазной реакции. В случае ОКТ тонометрии, усилием, приложенным к роговице может быть давление воздуха в виде струи под высоким давлением (например, подобно пневмотонометрии), ударная или акустическая волна, или воздух низкого давления, используя воздух закачиваемый в герметичную камеру вокруг глаз (как при подводном плавании или типа подводной маски). Устройство ОКТ используется для измерения изменений в кривизне роговицы или перемещения апикального интерфейса роговицы по отношению к задним интерфейсам, таким как сетчатка. Разница в движении этих последних двух поверхностей указывает на сжатие глазного яблока изнутри в то время как сходство в движении этих двух поверхностей указывает величину ретропульсии глазного яблока . Сжатие переднего сегмента или глазного яблока может сравниваться с давлением, измеренным вокруг глаз и скорректировано на толщину роговицы и потенциально на гистерезис роговицы.
Пневмотонометрия
Пневмотонометр использует пневматический датчик (состоящий из поршня, плавающего на воздушном подшипнике). Отфильтрованный воздух обходит поршень и проходит через небольшое (5-мм диаметром) отверстие в мембране на конце датчика. Эту мембрану помещают против роговицы. Баланс между потоком воздуха из машины и сопротивление потоку от роговицы влияет на движение поршня и это движение используется для расчёта внутриглазного давления.
Импрессивная тонометрия
Импрессивная тонометрии (также известная как тонометрия вдавливания) измеряет глубину вдавливания роговицы, с помощью небольшого плунжера известного веса. Чем выше внутриглазное давление, тем труднее вдавливать роговицу. Для очень высоких уровней ВГД, могут быть добавлены дополнительные грузы, чтобы увеличить давление плунжера. Перемещение плунжера измеряется с помощью калиброванной шкалы. Schiotz тонометр является наиболее распространённым устройством для использования этого принципа.

## Галерея

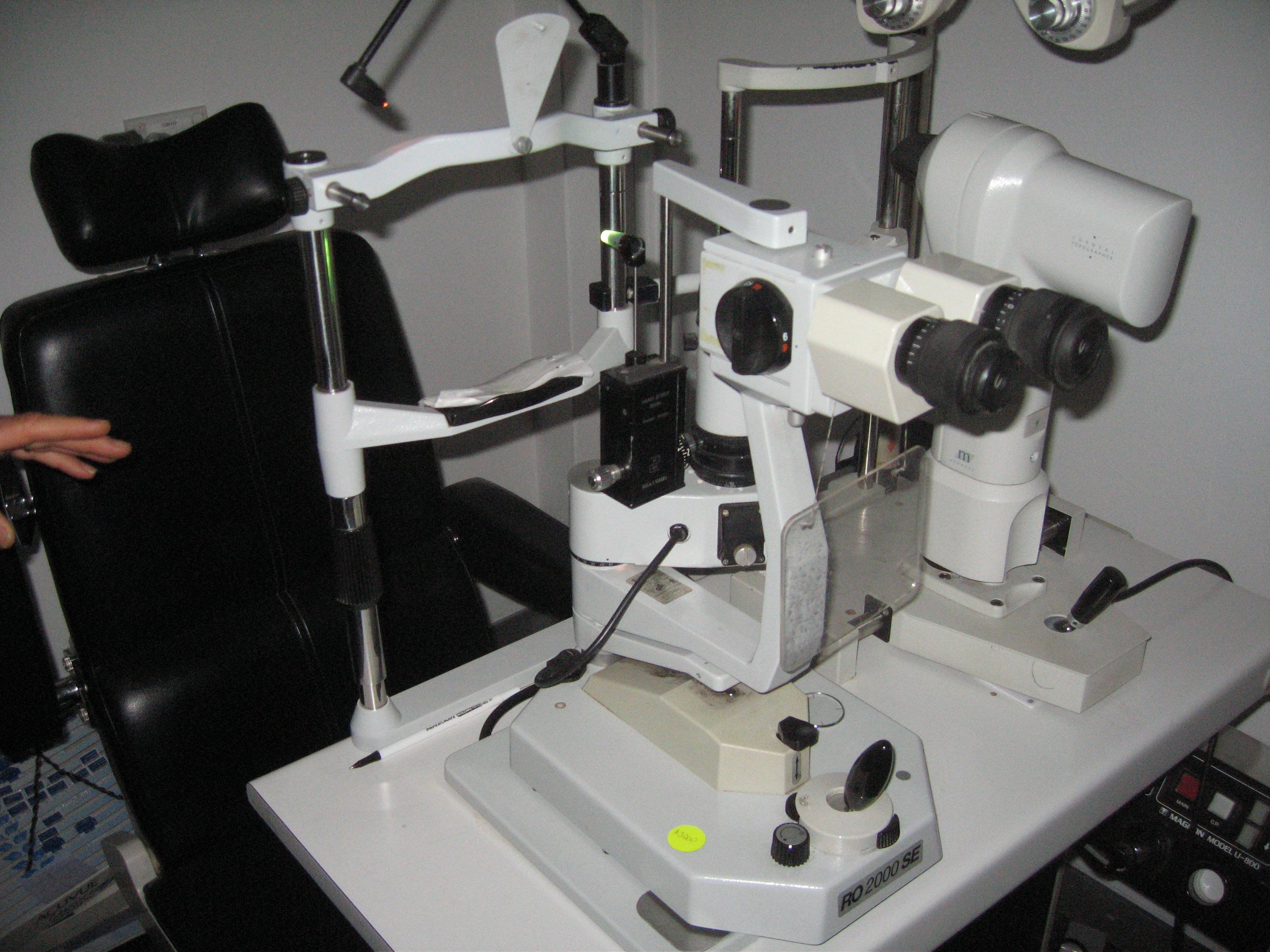
Тонометр Гольдмана
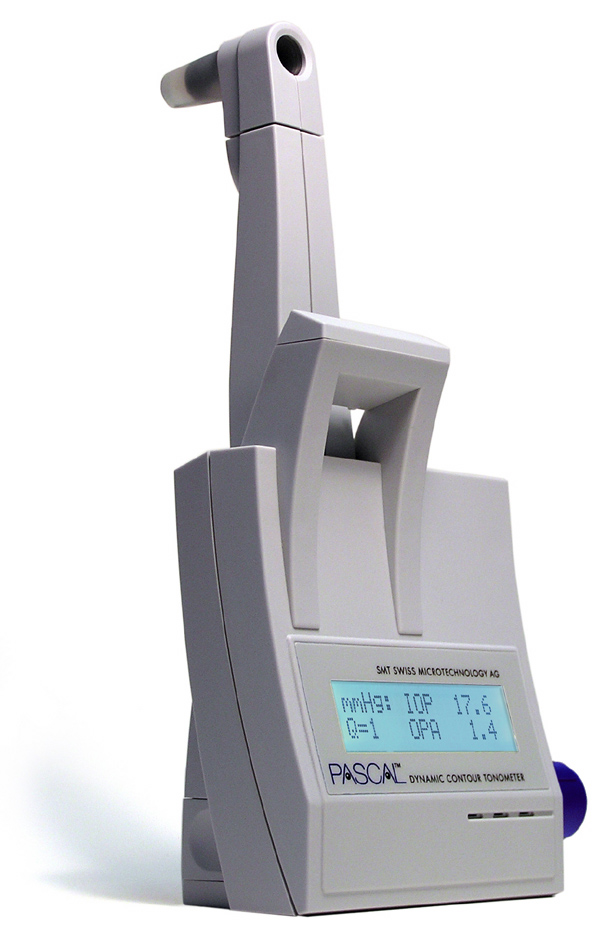
Динамический контурный тонометр PASCAL
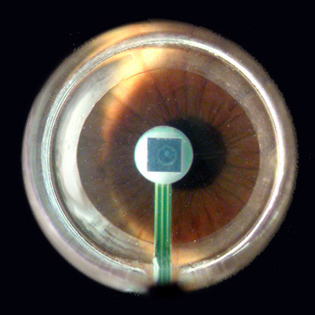
Сенсорная головка тонометра PASCAL в контакте с роговицей пациента
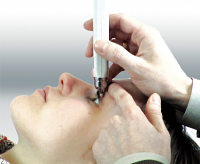
Диатоновая тонометрия через веко